# Откровенное признание
«Откровенное признание» (фр. Confidences trop intimes) — кинофильм французского режиссёра Патриса Леконта, снятый в 2004 году. Премьера состоялась на Берлинском кинофестивале.

## Сюжет
Анна (Боннэр) шла на приём к психоаналитику, но ошиблась дверью и попала в кабинет Вилья́ма Фабе́ра (Лукини). Мсьё Фабер, «потомственный» налоговый консультант, так привык к признаниям и «исповедям» своих клиентов, что не сразу понял ошибку. А осознав её, далеко не сразу решился признаться.
Однако, когда тайна «доктора» раскрывается, Анна, перетерпев короткий приступ гнева и обиды, почему-то продолжает каждую неделю приходить к Вильяму и рассказывает о себе, своём муже, отце, мечтах и разочарованиях. Постепенно эти сеансы всё больше сближают двух таких непохожих, но таких одиноких людей.

## В ролях
- Сандрин Боннер — Анна
- Фабрис Лукини — Вильям Фабер, налоговый консультант
- Мишель Дюшоссуа — доктор Монье, психоаналитик
- Анн Броше — Жанна, бывшая жена Фабера
- Жильбер Мельки — Марк, муж Анны
- Элен Сюржер — мадам Мюлон, секретарша Фабера

## Съёмочная группа
- Режиссёр: Патрис Леконт
- Сценаристы: Жером Тоннер, Патрис Леконт
- Продюсеры: Ален Сарт, Кристин Гозлан
- Композитор: Паскаль Эстев
- Оператор: Эдуарду Серра
- Монтаж: Жоэль Аш

## Номинации и премии
- Золотой медведь — номинация в основной конкурсной программе
- Европейская киноакадемия — номинация «за лучшую работу режиссёра»

## Голливудский ремейк
Компания «Парамаунт пикчерз» планировала снять свой вариант подобного фильма с Хилари Суонк в роли Анны.